# Torpede (pel·lícula de 1970)
|  | Aquest article tracta sobre Torpede (pel·lícula de 1970). Vegeu-ne altres significats a «Torpede (pel·lícula de 1958)». |

Torpede (en francès original, La Peau de Torpédo) és un film francès realitzat per Jean Delannoy, rodada l'any 1969 i estrenada l'any 1970. Es va estrenar en català per TV3 el 10 de maig de 1992.

## Argument
Una jove vídua es troba al cor d'un afer que enfronta els serveis secrets francesos a una organització internacional

## Fitxa tècnica
- Títol : La Pell de Torpédo
- Realització : Jean Delannoy
- Guió : Jean Cau i Jean Delannoy, segons la novel·la de Francis Ryck
- Diàlegs : Jean Cau
- Ajudant-realitzador : François Dupont-Midy
- Producció : Maurice Jacquin
- Fotografia : Edmond Séchan i Didier Tarot
- Música : Francesc de Roubaix
- So : Christian Forget
- Muntatge : Louisette Hautecoeur i Henri Taverna
- Cascades : Claude Carliez i Rémy Julienne
- Societats de producció : Comacico, Els Films Copèrnic, Mart Film, Paramount-Orion, Filmproduktion, Roxy Films i Ultra Film
- País d'origen :  França
- Rodatge : del 19 de 19 de 1969 al 20 de 20 de 19
- Format : Color (Eastmancolor) — 35 mm — 1,66:1 — So : Mono
- Gènere : Film policíac
- Durada : 110 minuts.॥॥
- Data de sortida : 3 de 3 de 3 a França

## Repartiment
- Stéphane Audran : Dominica
- Klaus Kinski : Pavel Richko / Torpédo # I
- Lilli Palmer : Helen
- Michel Constantí : Coster
- Angelo Infanti : Jean / Gianni
- Jean Claudio : Fedor / La Filatura
- Frédéric de Pasquale : Nicolas Baslier
- Noëlle Adam : Laurence
- Philippe March : El venedor (sota el nom de "Aimé de March")
- Christine Fabréga : Sylvianne Collet
- Jacques Harden : L'inspector de policia a París
- Micheline Luccioni : La postière
- Georges Lycan : Torpédo # II
- Bernard Musson : L'inspector de policia a Fécamp
- Roger Lumont : El camionneur
- Robert Favart : El comissari principal
- Catherine Jacobsen : Françoise, "La bústia"
- Pierre Koulak : Un inspector
- Michel Charrel : Un inspector
- Rita Maiden : La prostituta
- Roland Malet : Un urbà
- Yves Massard : L'inspector de la filatura
- Paul Pavel : L'inspector de la filatura
- Christian Brocard : L'home a la morgue
- Marie-Pierre Casey : La dona a la morgue
- Filipina Pascal
- Henri Gilabert
- Alexandre Klimenko
- Gérard Dauzat
- Paul Bisciglia
- Driss Kettani
- Aldo Bastoni